# Alexei Alexandrowitsch Bobrinski

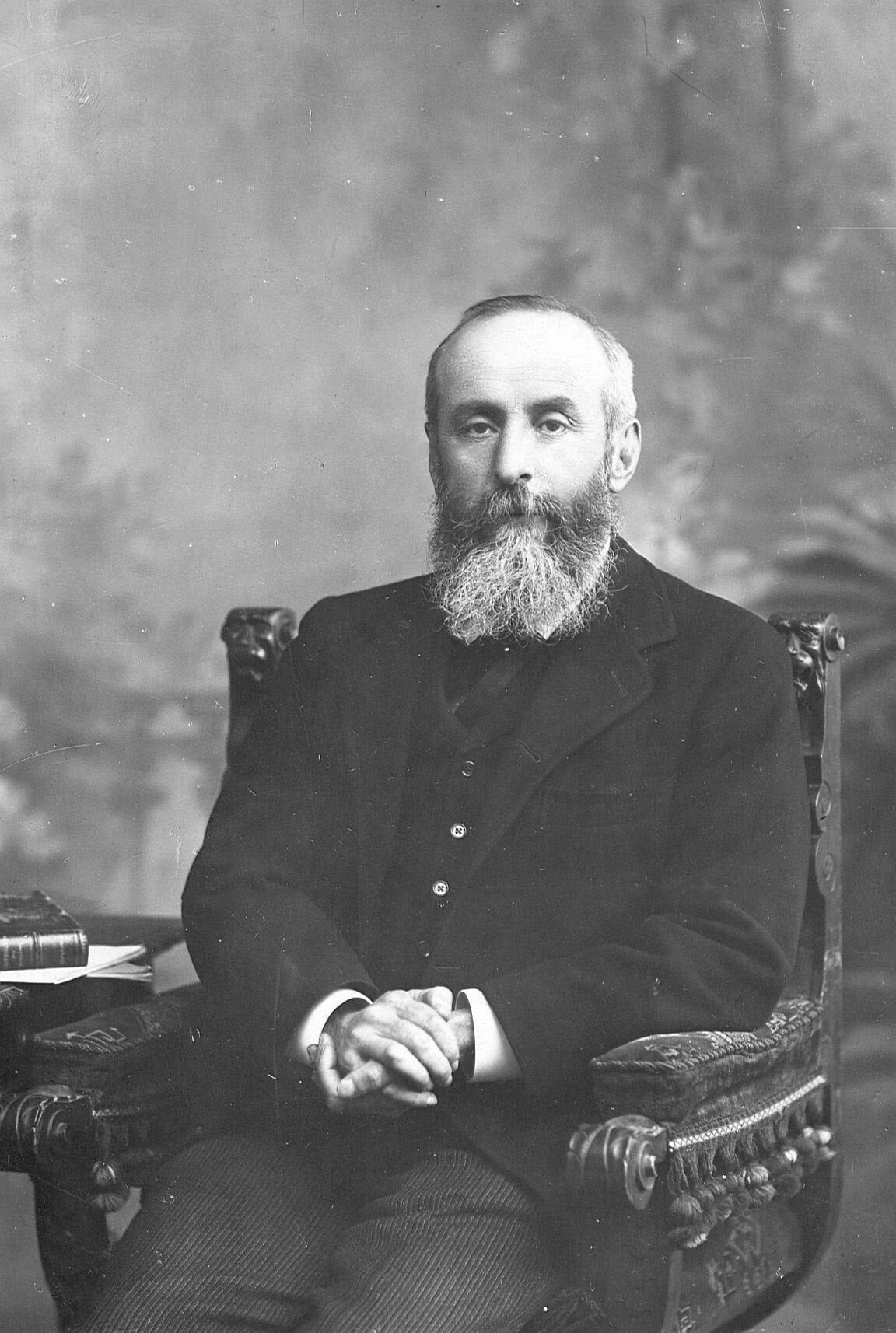
Alexei Alexandrowitsch Bobrinski

Graf Alexei Alexandrowitsch Bobrinski (russisch Алексе́й Алекса́ндрович Бо́бринский) (* 19. Mai 1852 in Sankt Petersburg; † 2. September 1927 in Grasse) war ein russischer Politiker und Historiker.

## Leben
Er war Angehöriger des russischen Adelsgeschlechts Bobrinski. Seine Eltern waren Alexander Alexejewitsch Bobrinski und Sofja Andrejewna Schuwalowa. Sein Urgroßvater Alexei Grigorjewitsch Bobrinski war der illegitime Sohn der russischen Zarin Katharina II.
Alexei Alexandrowitsch Bobrinski besuchte die Staatliche Universität Sankt Petersburg und trat darauf 1872 als Sekretär des Ministerkomitees in den öffentlichen Dienst ein. 1907 wurde er Abgeordneter des russischen Unterhauses Duma und 1912 Mitglied des Staatsrates. Des Weiteren fungierte Alexei Alexandrowitsch Bobrinski als Mitglied der königlichen schwedischen Akademie für Literatur, der russischen Gesellschaft für Geschichte und Altertümer und saß im Vorstand der kaiserlichen Wohltätigkeitsgesellschaft. Bobrinski war 20 Jahre lang Adelsmarschall des Gouvernements Sankt Petersburg.
Im Januar 1891 wurde in der Nähe von Kertsch, am Nordosthang des Mithridates-Hügel, zufällig eine antike „Katakombe“ entdeckt, die Bobrinski als Vorsitzender der Russischen Kaiserlichen Archäologischen Kommission im Juli 1891 untersuchte. Ein auf 1163 datierter Bronzekessel aus Herat erhielt seinen Namen.
Als Anhänger des Neoslawismus unterstützte Bobrinski die russischsprachige Presse in den Territorien der k. k. Monarchie Österreich-Ungarn. 1916 bekleidete er das Amt des russischen Landwirtschaftsministers, bis ihn der Ministergehilfe Alexander Rittich ersetzte. Nach der Oktoberrevolution ging er nach Frankreich ins Exil und starb am 2. September 1927 in Grasse. Er fand seine letzte Ruhestätte auf dem russisch-orthodoxen Friedhof von Nizza. Alexei Alexandrowitsch Bobrinski war zweimal verheiratet. Aus den Ehen gingen sechs Kinder hervor, darunter die Rennfahrerin und Pilotin Sofja Alexejewna Dolgorukowa.

## Werke
- Antiquités de la Petite-Russie: Exposition des Congrès internationaux à Moscou en 1892 : (Archéologie préhistorique, Anthropologie et Zoologie)

## Auszeichnungen (Auswahl)
- Orden des Heiligen Alexander Newski
- Orden der Heiligen Anna, I. Klasse
- Orden des Heiligen Stanislaus, I. Klasse
- Orden des Heiligen Wladimir, II. Klasse
- Orden Danilos I. für die Unabhängigkeit
- Kaiserlich-Königlicher Orden vom Weißen Adler